# In Vatinium testem
L'Oratio in Publium Vatinium testem (Orazione contro il testimone Publio Vatinio) o Interrogatio in Vatinium (Interrogatorio contro Vatinio), meglio nota semplicemente come In Vatinium testem, è un discorso giudiziario pronunciato nel 56 a.C. dall'oratore romano Marco Tullio Cicerone.
L'orazione fu pronunciata da Cicerone nell'ambito del processo a Publio Sestio, della cui difesa era incaricato lo stesso arpinate. Nel corso delle procedure giudiziarie, Cicerone condusse un violento interrogatorio contro Publio Vatinio, ex tribuno della plebe di parte cesariana, che aveva testimoniato contro Sestio. Sebbene l'oratore abbia tentato di mantenere una netta distinzione tra la figura di Cesare e l'operato del tribuno, il discorso si concretizza in un violentissimo attacco ai danni di Vatinio e della sua attività politica, della quale Cicerone tentò di mettere in luce la scarsa credibilità.
Lo stesso Cicerone si vantò più tardi, in una lettera indirizzata al fratello Quinto, di aver «fatto a pezzi [Vatinio] tra gli applausi degli dei e degli uomini».